# 鳥居篤治郎
鳥居 篤治郎（とりい とくじろう、1894年8月12日 - 1970年9月11日）は、日本の教育者。京都で盲学校教育の充実に尽くした後、全国の盲人組織の立上げ・充実のために働いた人物である。衆議院議員の後藤茂之は姪孫にあたる。

## 生涯
1894年8月12日、京都府与謝郡三河内村（現・与謝野町三河内）の旧家に生まれる。父はのちに京都府議会議員を務めた。4歳で失明。父は篤次郎を健常児と同等に扱い、しつけにも厳しかったが、見聞を広げるよう芝居や相撲・博物館などに連れて行ったという。1905年に入学した京都市立盲唖院（現・京都府立盲学校）では、向学心を燃やして勉強し、多くの書物に触れて知識を涵養し、YMCAに通って英語も学んだ。東京盲学校（現・筑波大学附属視覚特別支援学校）では、ロシアからのエロシェンコと、韓国からの曹培女の2人の留学生との交流で知識を得、鍼灸・按摩術の学習をした。さらに新宿中村屋サロンでの交友を通じて、知識と語学力を得た。1916年にバハイ教の布教に来日したアグネス・アレクサンダーとの出会いは、人間形成・世界観に大きな影響を与えた。神も宗教も人類も1つ、人種差別や偏見を排し、男女平等、宗教と科学の調和、国際交流を進める教育の普及、そのためのエスペラントという考えに夢中になった。
三重盲唖院（現・三重県立盲学校）の教員時代、「盲目は不自由なれど盲目は不幸にあらずとしみじみ思ふ」と、盲人であっても前向きに生きることをうたいあげた。京都府立盲学校では、理療科教育の推進役として腕をふるい、普通大学に進学する人材を育成するため普通科専攻科を設置した。1948年に日本盲人会連合（日盲連）の副会長になる。また、同年には京都府盲人協会を結成して、その初代会長に就任した。1954年に日本盲人会連合の会長をしていた岩橋武夫が死去、その後任として会長に選ばれた。同年、世界盲人福祉協議会の理事となる。1956年に京都府立盲学校副校長を退職する。1959年に日本盲人福祉委員会の理事長に就任。1961年には京都ライトハウスを創設し、常務理事・館長に就く。1966年に京都ライトハウスの理事長に就任した。
1970年9月11日に転移性肺がんのために死去、享年76。
1981年、鳥居の十三回忌を記念して、盲人福祉、教育、文化向上への貢献者の表彰と、その活動の支援、盲人福祉に関する社会の関心と理解を深めることを目的として、故鳥居篤治郎先生遺徳顕彰会の主催による「鳥居賞」が創設された。書籍『道ひとすじ―昭和を生きた盲人たち―』で、昭和時代に活躍した著名な盲人100人の1人に挙げられている。

## 年譜
- 1894年（明治27年）8月12日 京都府与謝野町（当時は与謝郡三河内村）で生まれる
- 1898年 両目を失明する
- 1905年 京都市立盲唖院（現京都府立盲学校）に入学
- 1916年 東京盲学校師範科鍼按科を卒業し、伊都夫人と結婚する
- 1920年 三重盲唖院の教員になる
- 1929年 京都府立盲学校の教諭になる
- 1948年 京都府盲人協会を結成して、初代会長に就く
- 1950年 藍綬褒章受章[2]
- 1951年 京都府立盲学校の副校長に就く
- 1954年 世界盲人福祉協議会総会等に日本代表として出席。中央身体障害者福祉審議会委員、日本盲人会連合の会長に就く
- 1955年 日本点字研究会の会長、世界盲人福祉協議会の理事に就く
- 1956年 京都府立盲学校副校長を退職する。インド政府に招かれ南アジアを歴訪する
- 1957年 京都新聞文化賞[2]、日本エスペラント学会の賞を受賞
- 1958年 京都府身体障害者福祉審議会の副会長に就く。京都府教育功労賞を受賞
- 1959年 日本盲人福祉委員会の理事長に就く。ヘレンケラー賞を受賞[2]
- 1961年 京都ライトハウスを創設し、常務理事・館長に就く。京都市名誉市民[2]。
- 1965年 朝日新聞社会奉仕賞を受賞[2]
- 1966年 京都ライトハウスの理事長、日本盲人エスペラント協会の会長に就く。勲三等瑞宝章受章[2]
- 1970年9月11日 転移性肺がんのため死去、享年76。従四位勲三等旭日中綬章追贈[2]。